# شونبرگ ایم اشتوبایتال
شونبرگ ایم اشتوبایتال آلمانی: Schönberg im Stubaital) یک منطقهٔ مسکونی در اتریش است که در اینسبروک لند واقع شده‌است. شونبرگ ایم اشتوبایتال ۷٫۴۷ کیلومتر مربع مساحت دارد ۱٬۰۱۳ متر بالاتر از سطح دریا واقع شده‌است.

## خواهرخوانده
شهر سیرور خواهرخواندهٔ شونبرگ ایم اشتوبایتال هست.